# Шкло (река)
Шкло (укр. Шкло) — река в Яворовском районе Львовской области Украины и в Ярославском повяте Подкарпатского воеводства Польши. Правый приток реки Сан (бассейн Вислы). Длина реки 76 км, площадь бассейна 863 км².
Долина реки постепенно расширяется от 0,5-0,8 км до 1,5 км. Пойма в среднем и нижнем течении местами заболочена. Русло умеренно извилистое, шириной преимущественно 8-10 м, глубина реки 0,5-1 м (в пределах Украины). Уклон реки 1,2 м/км.
Берёт начало на северной окраине города Новояворовск, неподалёку от юго-западных склонов Расточья. Протекает с востока на запад в пределах Надсанской низменности. Польско-украинскую границу пересекает севернее посёлка городского типа Краковец. Впалает в Сан на его 123-м км, севернее города Радымно.
На реке построено несколько водохранилищ, есть немало прудов. На реке расположены посёлок городского типа Шкло и город Яворов.
Гидроним «Шкло» среднего рода.

## Притоки
(км от устья)
- Лашковски (пр)
- Стара-Вишня (лв)
- Помярки (лв)
- Гродзиско (пр)
- Яворовски (лв)
- Ляжанка (пр)
- 39 км: Гатка (пр)
- 40 км: Ретычин (пр)
- 43 км: Вижомля (лв)
- 63 км: Гноенец (лв)
- 70 км: Терешка (пр)